# Cees Jan Diepeveen
Cees Jan Diepeveen, född den 24 juli 1956 i Amsterdam, Nederländerna, är en nederländsk landhockeyspelare.
Han tog OS-brons i herrarnas landhockeyturnering i samband med de olympiska landhockeytävlingarna 1988 i Seoul.